# سلبينغ دوغز
سلبينغ دوغز (بالإنجليزية: Sleeping Dogs) ، هي لعبة فيديو من نوع أكشن - مغامرات وعالم مفتوح، صدرت في 14 أغسطس 2012م ونشرتها شركة سكوير إنكس وطورتها شركة يونايتد فرونت غيمز وإيدوس إنتراكتيف، وفي هذه اللعبة يقوم مواطن أمريكي من أصول صينية لمواجهة العصابات الإجرامية المنتشرة في هونغ كونغ و حاول الهروب هو وأصدقائه من الشرطة ولكن قبضت عليهم وألقتهم في السجن.

## قصة اللعبة
تدور أحداث اللعبة حول شخصية واي شينغ (Wei Shen)، وهو ضابط شرطة سري مكلف بالتسلل إلى عالم العصابات الصينية، وبالأخص إلى إحدى أخطر المنظمات الإجرامية في هونغ كونغ والمعروفة باسم مثلثات هونغ كونغ (Hong Kong Triads). يواجه واي تحديات ضخمة وهو يحاول تحقيق التوازن بين واجبه كضابط شرطة والحفاظ على ثقة العصابة التي تسلل إليها.
تتطور القصة بشكل مثير مليء بالمؤامرات، الخيانات، واللحظات العاطفية التي تجعل اللاعب يشعر وكأنه يعيش في فيلم جريمة درامي. من خلال تفاعل واي مع أعضاء العصابة المختلفين، يشاهد اللاعب كيف تتشابك الأمور ويزداد التوتر بين الولاء للعصابة والالتزام بالقانون.

## وصلة خارجية
- سلبينغ دوغز على موقع IMDb (الإنجليزية)

- الموقع الرسمي
- Sleeping Dogs على موبي غيمز